# あなたになりたかった
『あなたになりたかった』は、平井堅の通算10枚目のスタジオ・アルバム。2021年5月12日にアリオラジャパンから発売された。規格品番はBVCL-1149。Blu-ray Disc付初回生産限定盤（BVCL-1145/6）DVD付初回生産限定盤（BVCL-1147/8）Blu-ray Disc付ファンクラブ限定盤（BVC8-8/9：完全受注生産）DVD付ファンクラブ限定盤（BVC8-10/11：完全受注生産）も同時発売された。

## 解説
前作『THE STILL LIFE』以来4年10か月ぶりのスタジオ・アルバム。平井としてはデビュー以来初めて日本語タイトルを冠したアルバムである。2017年リリースの「僕の心をつくってよ」から最新シングル曲「怪物さん feat. あいみょん」まで5年間に発表してきたシングル全8曲に加えて、新曲5曲が収録されている。元々デビュー25周年記念盤として予定されていたが、コロナ禍などの影響でアニバーサリー期間の最終日にリリースすることになった。
CD1枚の通常盤のほか、Blu-ray DiscもしくはDVDが付属した初回生産限定盤とファンクラブ限定盤の合計5形態で発売された。デジパック仕様の初回生産限定盤には2020年12月23日開催の初の配信ライブ映像が、三方背ケース仕様のファンクラブ限定盤には、初の中国大陸での公演となった2019年12月24日開催の上海でのクリスマスKen’s Bar LIVE映像が収録されている。発売当時には、異なる外付けの特典（クリアファイル、ポストカード等）が用意されたショップもあった。
アルバムジャケットは強いフラッシュで中身を消すように撮影された「のっぺらぼう」化した平井自身の肖像写真である。これは歌手として主張するのではなく、むしろ自我を消すという平井のスタンスを表しているという。なお通常盤、初回生産限定盤、ファンクラブ限定盤、それぞれ別カット写真が使用されている。
アルバムのリリースに先立ち、プロモーションのために新曲の中から「1995」のミュージック・ビデオが制作された。田辺秀伸が監督を務めたこのビデオのテーマは「生と死」。「あの世のリズムとこの世リズム」を、“日常（この世）”を象徴する場所であるスーパーマーケットで息子（平井）の“顔”を抱えた父親の深い愛情を描いた物語として表現している。なお、全編に登場する“フェイスモデル”は、この撮影のために平井の顔から約4時間をかけて直接型取りをしたものである。
また、アルバムリリース後にはテレビ音楽番組に相次いで出演。avecoo振付による「1995」では、笠で顔を隠した4名の女性ダンサーを伴い、同様に顔を笠で隠した平井がMVで使用した“フェイスモデル”を抱えて歌うパフォーマンスを披露した。

## 収録曲

### CD
作詞・作曲：平井堅（特記以外）
1. ノンフィクション（4分31秒）
  - 編曲：亀田誠治
  - 42ndシングル。TBS系ドラマ『小さな巨人』主題歌。
2. 怪物さん feat.あいみょん（4分07秒）
  - 編曲：Tomi Yo
  - 配信限定シングル。シンガーソングライターのあいみょんとのデュエット曲。
3. #302（4分24秒）
  - 編曲：Tomi Yo・石成正人
  - 46thシングル。TBS系ドラマ『4分間のマリーゴールド』主題歌。
4. 1995（3分19秒）
  - 作曲・編曲：ケンモチヒデフミ
  - 日本テレビ系情報番組「スッキリ」5月テーマソング[9]。
5. 僕の心をつくってよ（4分19秒）
  - 編曲：亀田誠治
  - 41stシングル。アニメ映画『ドラえもん のび太の南極カチコチ大冒険』主題歌。
6. オーソドックス（3分53秒）
  - 編曲：Tomi Yo
7. ポリエステルの女（2分54秒）
  - 編曲：増田賢治
8. トドカナイカラ（4分04秒）
  - 編曲：Tomi Yo・石成正人
  - 43rdシングル。日本映画『50回目のファースト・キス』主題歌。
9. いてもたっても（3分21秒）
  - 編曲：UTA
  - 配信限定シングル。日本映画『町田くんの世界』主題歌。
10. 知らないんでしょ?（3分49秒）
  - 編曲：亀田誠治
  - 44thシングル。テレビ朝日系ドラマ『未解決の女 警視庁文書捜査官』主題歌。
11. 鬼になりました（3分14秒）
  - 編曲：セイホー
12. half of me（4分34秒）
  - 編曲：亀田誠治
  - 45thシングル。フジテレビ系ドラマ『黄昏流星群～人生折り返し、恋をした～』主題歌。
13. おやすみなさい（2分29秒）
  - 編曲：鈴木大

### 初回生産限定盤特典Blu-ray・DVD
「Ken Hirai 25th Anniversary Special !! Ken's Bar - ONLINE -」
1. 君の好きなとこ
2. 桔梗が丘
3. 楽園
4. hug
5. UPSET
6. even if
7. LIFE is...
8. 思いがかさなるその前に…
9. 魔法って言っていいかな?
10. Make you happy
11. 怪物さん feat.あいみょん
12. 切手のないおくりもの
13. POP STAR
14. ノンフィクション
15. 強くなりたい

※2020年12月23日開催の初の配信ライブ映像

### ファンクラブ限定盤特典Blu-ray・DVD
「KEN HIRAI Ken’s Bar Special!! In SHANGHAI」
1. 僕は君に恋をする
2. 魔法って言っていいかな?
3. 告白
4. キミはともだち
5. 楽園
6. 瞳をとじて
7. even if
8. 哀歌（エレジー）
9. トドカナイカラ
10. 君の好きなとこ
11. KISS OF LIFE
12. POP STAR
13. ノンフィクション
14. #302
15. Gaining Through Losing

※2019年12月24日開催の上海でのクリスマスKen’s Bar LIVE映像

## 演奏
- 河村"カースケ"智康：ドラム (#1)
- 亀田誠治：ベース (#1,10)
- 山口寛雄：ベース (#2)
- 石成正人：アコースティック・ギター (#1,3)、エレクトリック・ギター (#2,8)
- 山本拓夫：ブルースハープ(#1)
- 今野均：第1バイオリン (#1)
- 藤堂昌彦：第2バイオリン (#1)
- 生野正樹：ビオラ (#1)
- 西方正輝：チェロ (#1)
- 室屋光一郎：第1バイオリン (#3,6)
- 柳原有弥：第2バイオリン (#3)
- 徳永友美：第2バイオリン (#6)
- 萩谷金太郎：ビオラ (#3,6)
- 水野由紀：チェロ (#3,6)
- 西村浩二：トランペット (#5)
- 斎藤有太：ピアノ (#5)
- Tomi Yo：ピアノ (#6)
- 皆川真人：ピアノ (#10)
- 塩谷哲：ピアノ (#12)
- 鈴木大：ローズ・ピアノ (#13)